# Cryptorhopalum laterale
Cryptorhopalum laterale is een keversoort uit de familie spektorren (Dermestidae). De wetenschappelijke naam van de soort werd in 1902 gepubliceerd door David Sharp.